# Odete Lara
Odete Righi Bertoluzzi, más conocida por su nombre artístico Odete Lara(São Paulo, 17 de abril de 1929-Río de Janeiro, 4 de febrero de 2015), fue una actriz brasileña. Apareció en 37 películas entre 1954 y 1994, incluidas dos películas mostradas en el Festival Internacional de Cine de Cannes.

## Filmografía
- 1956 – O Gato de Madame
- 1957 – Absolutamente Certo
- 1957 – Arara Vermelha
- 1958 – Uma Certa Lucrécia
- 1959 – Dona Xepa
- 1959 – Moral em concordata
- 1960 – Sábado a la noche, cine
- 1960 – Dona Violante Miranda
- 1960 – Duas Histórias
- 1960 – Na Garganta do Diabo
- 1961 – Esse Rio que Eu Amo
- 1961 – Mulheres e Milhões
- 1962 – Boca de Ouro
- 1962 – Sete Evas
- 1963 – Bonitinha, mas Ordinária
- 1963 – Sonhando com Milhões
- 1964 – Noite Vazia
- 1964 – Pão de Açúcar
- 1965 – Mar Corrente
- 1967 – As Sete Faces de Um Cafajeste
- 1968 – Câncer em Família
- 1969 – Copacabana Me Engana]]
- 1969 – O Dragão da Maldade contra o Santo Guerreiro
- 1970 – Em Família
- 1970 – Os Herdeiros
- 1970 – Vida e Glória de Um Canalha
- 1971 – Aventuras com Tio Maneco
- 1971 – Lúcia McCartney, uma Garota de Programa
- 1971 – O Jogo da Vida e da Morte
- 1971 – Viver de Morrer
- 1972 – Quando o Carnaval Chegar
- 1973 – Primeiros Momentos
- 1973 – Vai Trabalhar Vagabundo
- 1974 – A Estrela Sobe
- 1974 – A Rainha Diaba
- 1975 – Assim Era a Atlântida
- 1978 – O Princípio do Prazer
- 1986 – Um Filme 100% Brasileiro
- 2001 – Barra 68 – Sem Perder a Ternura

### Televisión
- 1965 – Em Busca da Felicidade
- 1970 – As Bruxas
- 1973 – A Volta de Beto Rockfeller
- 1991 – O Dono do Mundo
- 1994 – Pátria Minha